# アンヘル・モントーロ・サンチェス
アンヘル・モントーロ・サンチェス（Ángel Montoro Sánchez、1988年6月25日 - ）は、スペイン・バレンシア出身のサッカー選手。レアル・オビエド所属。ポジションはMF。

## クラブ経歴
バレンシアに生まれ、バレンシアCFのカンテラにて育成された。2006-07シーズンの1-5と大敗したレアル・マドリード戦でトップチームデビューを果たすも、レギュラーには定着できず、レアル・ムルシアとレアル・ウニオンへのレンタル移籍を経て、2012年にセグンダ・ディビシオンのレクレアティーボ・ウェルバへ移籍した。
レクレアティーボでは充実した3シーズンを過ごし、2015年6月30日にUDアルメリアへと引き抜かれた。アルメリアでもレギュラーの座を掴むと、そのシーズンの冬の移籍市場でプリメーラ・ディビシオンに在籍していたUDラス・パルマスへと移った。しかし、ラス・パルマスでは主に途中交代での出場がメインだったため、1シーズン半でクラブを退団。
2017年7月15日、フリーでグラナダCFに移籍し、2年契約を交わした。
2022年8月2日、セグンダ・ディビシオンのレアル・オビエドに加入し、1年のみの契約を結んだ。

## タイトル
U-19スペイン代表
- UEFA U-19欧州選手権 : 1回 (2007)